# Сан Хорхе, Агрикола (Кулијакан)
Сан Хорхе, Агрикола (шп. San Jorge, Agrícola) насеље је у Мексику у савезној држави Синалоа у општини Кулијакан. Насеље се налази на надморској висини од 11 м.

## Становништво
Према подацима из 2010. године у насељу је живело 6 становника.

### Хронологија
| Година       | 2000 | 2005         | 2010 |
| ------------ | ---- | ------------ | ---- |
| Становништво | 1    | 75 (50 / 25) | 6    |

### Попис
| # | Индикатор                     | Вредност |
| - | ----------------------------- | -------- |
| 1 | Укупно домаћинстава           | 32       |
| 2 | Укупно насељених домаћинстава | 1        |
| 3 | Величина локације             | 1        |